# Municipio de Mount Vernon (Minnesota)
El municipio de Mount Vernon (en inglés: Mount Vernon Township) es un municipio ubicado en el condado de Winona en el estado estadounidense de Minnesota. En el año 2010 tenía una población de 273 habitantes y una densidad poblacional de 2,98 personas por km².

## Geografía
El municipio de Mount Vernon se encuentra ubicado en las coordenadas 44°9′32″N 91°53′56″O / 44.15889, -91.89889. Según la Oficina del Censo de los Estados Unidos, el municipio tiene una superficie total de 91.59 km², de la cual 90,92 km² corresponden a tierra firme y (0,74 %) 0,67 km² es agua.

## Demografía
Según el censo de 2010, había 273 personas residiendo en el municipio de Mount Vernon. La densidad de población era de 2,98 hab./km². De los 273 habitantes, el municipio de Mount Vernon estaba compuesto por el 95,24 % blancos, el 0,73 % eran asiáticos, el 2,93 % eran de otras razas y el 1,1 % eran de una mezcla de razas. Del total de la población el 7,69 % eran hispanos o latinos de cualquier raza.